# Mount Brading
Mount Brading är ett berg i Antarktis. Det ligger i Västantarktis. Argentina, Chile och Storbritannien gör anspråk på området. Toppen på Mount Brading är 698 meter över havet.
Terrängen runt Mount Brading är kuperad. Trakten är obefolkad. Det finns inga samhällen i närheten.